# マイク・クラック
マイク・クラック（Mike Krack、1972年3月18日 - ）は、ルクセンブルク出身の自動車技術者、モータースポーツマネージャーである。

## 経歴
父親はボルボのディーラーを営んでおり、週末はミニでレース（ヒルクライムレース）をするという人物で、クラックはレースが身近な環境で育った。幼い頃、隣国のドイツで開催された自動車レースを観戦したことが、クラックがレースの世界を目指す直接のきっかけとなった。
成長するにつれて、ドライバーとして大成できる能力はないと悟ったものの、それでもモータースポーツに携わる仕事をしたいと考えたことからエンジニアになる道を選んだ。

### BMW - ザウバー
1998年、テストエンジニアとしてBMWに入社。
2001年初頭にザウバーに引き抜かれ、この時からフォーミュラ1（F1）の世界に入った。加入当初はデータエンジニア（データアナリスト）として働き、2003年から2005年にかけてフェリペ・マッサのレースエンジニアを務めた。
2006年にザウバーはBMWに買収されたことでBMWザウバーとなり、この時にクラックはチーフエンジニアに昇格した。
2008年シーズンの前半に同チームのロバート・クビサが活躍し、6月の第7戦カナダGP終了時点でクビサはポイントランキングトップに立った。全18戦の折り返しとなる第9戦イギリスGP終了時点でも、首位となったルイス・ハミルトンとは2ポイント差とドライバーズタイトルを狙える立場だった。しかし、BMW本社はハミルトンに勢いがあり、クビサがチャンピオンを獲れるかわからない2008年にリソースを割くよりも、大きく変更され新規定となる2009年用車両の開発に注力したほうがよいと判断。結果としてチームはここから失速し成績が下降した（クビサの最終ランキングは3位タイで終了）。これに失望したクラックは、シーズン終了後の2009年1月にチームを去った。その後、コリン・コレスのフォーミュラ3チームでエンジニアとして過ごし、2010年10月にDTM部門のチーフエンジニアとしてBMWに復帰した。

### ポルシェ - BMW
2012年末にポルシェに移籍し、FIA 世界耐久選手権（WEC）のトラックサイドエンジニアリングの責任者を務めた。この時、アンドレアス・ザイドル（後のマクラーレンチーム代表）とともに働いた。
2014年にBMWに再復帰し、シニアパフォーマンスエンジニアとして、同社のフォーミュラEやIMSA、GTカーのプロジェクトに携わった。その後、2018年にBMWのモータースポーツ部門の責任者となった。
アストンマーティンの首脳であるローレンス・ストロールとマーティン・ウィットマーシュがクラックに興味を持ったのは、それ以前のF1のキャリアではなく、この時期の、ポルシェとBMWにおける手腕によるものだと言われている。

### アストンマーティンF1
2021年末にそれまでF1のアストンマーティンチームでチーム代表を務めていたオトマー・サフナウアーが離脱することになり、その後任としてクラックに白羽の矢が立った。F1に復帰したいという願望を持っていたクラックはこの話を引き受け、2022年3月に同チームのチーム代表に就任した。
クラックの就任により、当時のF1では、ザイドル（マクラーレン）、ヨースト・カピート（ウィリアムズ）に次いで、エンジニア出身で、かつドイツ系メーカー（フォルクスワーゲン・グループ）で他のカテゴリーの経験がある、という似た経歴を持つ3名の人物がチーム代表を務めることになった。
2023年シーズンにチームは躍進し、前半戦で表彰台争いを重ね、最終的にランキング5位となり、トップチームの仲間入りを果たしたかに見えた（前年と前々年は7位）。しかし、2024年シーズンは一転して低迷し、ランキングこそ5位を維持したものの、獲得ポイントは280ポイントから94ポイントに減少し、表彰台は8回を記録した前年に対して、0回という結果に落ち込んだ。
2025年1月、アストンマーティンは組織改革を発表し、前年にアストンマーティンに加わったアンディ・コーウェルをチーム代表に任命し、クラックはトラックサイドの責任者であるチーフ・トラックサイド・オフィサーに異動することになった。

## 人物
- 父親がヒルクライムレースに出場していた他、ルクセンブルクの実家はニュルブルクリンクやスパ・フランコルシャンからそう遠くない距離にあったことから、幼い頃から兄とともにカートやモトクロスのレースに出場し、モータースポーツに親しんでいた[2]。
- BMWに長く在籍しているが、BMWがF1参戦にあたって採った体制を（企業規模が小さく決断の速いアストンマーティンと異なり）「実に企業的手法」と呼び、そうした方法はF1では避けなければならないと述べている[1]。
- BMWザウバー時代の2006年と2007年、テストドライバーだったセバスチャン・ベッテルと仕事を共にしており[13]、2022年にアストンマーティンの所属ドライバーとなっていたベッテルは、新代表がクラックであることを聞いて安心したと語った[1]。クラックは、BMWザウバー時代のベッテルについて、後にタイトルを複数回獲るほどの才能を秘めているとは自分は考えていなかったと述懐し[13][14]、ベッテルが才能を開花させたのは2008年のトロロッソ時代に何らかの術（）を見つけたためではないだろうかと述べている[14]。ベッテルは2022年シーズンを最後にF1から引退したため、結果として、ベッテルのデビューと引退の両方を同じチームの近しい関係者として見届けることになった[2]。
- 2021年11月末のプチ・ル・マンの後、クラックは新型コロナウイルス感染症に感染して2週間の自宅隔離をしており、アストンマーティンのヘッドハンターからの連絡を最初に受けたのはその時だった[6]。